# Gerhard Wendland (chanteur)
Pour les articles homonymes, voir Wendland.
Gerhard Wendland (né le 19 avril 1916 à Berlin, mort le 21 juin 1996 à Munich) est un chanteur allemand.

## Biographie
Après des études de droit, il prend des cours de chant au conservatoire de Berlin et se décide à être chanteur d'opéra. Le chef d'orchestre et compositeur de "musique légère", Franz Grothe, le persuade de chanter du schlager. Il publie Du warst für mich der schönste Traum, son premier disque, à 17 ans. En 1940, sa carrière s'interrompt avec la guerre, à sa fin, il est fait prisonnier par les Américains. En 1948, il utilise les liens qu'il s'est fait dans le camp et va chanter dans des clubs. Bientôt il obtient des engagements à la Bayerischer Rundfunk et dans l'orchestre de danse de Werner Müller où il se produit souvent avec Gitta Lind.
En 1951, sa chanson Das machen nur die Beine von Dolores passe sur toutes les radios. Dans les années 1950, il est un des interprètes les plus recherchés. En 1960, il finit troisième du concours de sélection allemand pour l'Eurovision avec Alle Wunder dieser Welt. Il retente sa chance en 1964, en vain.
En 1961 et 1962, le tango Tanze mit mir in den Morgen reste 46 semaines parmi les meilleures ventes et devient un ver d'oreille.
En 1969, il participe au ZDF Hitparade mais paraît dépassé par les artistes plus jeunes. Il continue néanmoins à faire des galas.

## Singles
- 1951: In der Cafeteria von Milano
- 1951: Das machen nur die Beine von Dolores
- 1952: Ruf mich mal an per Telefon
- 1952: Heimweh nach dir
- 1953: Für wen, Señorita, für wen?; Bei Dir war es immer so schön
- 1953: Von Liebe reden wir später
- 1954: Hochzeitsglocken; Du weißt ja, wie sehr ich dich liebe
- 1955: Bei uns in Laramie
- 1959: Du fehlst mir so sehr
- 1960: Gestern abend ging ganz leis' mein Telefon
- 1960: Alle Wunder dieser Welt
- 1961: Sie
- 1961: Tanze mit mir in den Morgen
- 1962: Schau mir noch einmal in die Augen
- 1962: Schläfst Du schon
- 1962: Mary-Rose
- 1963: Lach doch, wenn's zum Weinen nicht ganz reicht
- 1964: Heißer Sand weht über die Prärie
- 1964: Bald klopft das Glück auch mal an deine Tür
- 1966: Nein, Nein, Nein Valentina
- 1968: Honey
- 1969: Liebst Du mich?
- 1970: Ruby, schau’ einmal über’n Zaun
- 1974: Wie ich dich seh’ mit meinen Augen
- 1979: Das Daddy, das ist sehr gesund

## Filmographie
- 1951: Die verschleierte Maja
- 1952: Amours, délices et jazz
- 1952: Tanzende Sterne (de)
- 1952: Der bunte Traum
- 1954: Esclaves pour Rio (de)
- 1954: An jedem Finger zehn
- 1955: Rosenmontag
- 1956: Der schräge Otto
- 1957: Hoch droben auf dem Berg (de)
- 1962: Tanze mit mir in den Morgen
- 1962: Wenn die Musik spielt am Wörthersee (de)
- 1962: Musica-stop
- 1963: Unsere tollen Nichten
- 1965: Ein Ferienbett mit 100 PS
- 1981: Kleiner Mann was tun

## Source de la traduction
- (de) Cet article est partiellement ou en totalité issu de l’article de Wikipédia en allemand intitulé « Gerhard Wendland (Schlagersänger) » (voir la liste des auteurs).